# Nakladatelství Karolinum
Nakladatelství Karolinum – czeskie wydawnictwo z siedzibą w Pradze, powiązane z Uniwersytetem Karola. Zostało założone w 1990 roku.